# Coralliophila mandji
Coralliophila mandji is een slakkensoort uit de familie van de Muricidae. De wetenschappelijke naam van de soort is voor het eerst geldig gepubliceerd in 1989 door P. A. Bernard.